# Ngắm thương khó
Ngắm thương khó, và các nghi thức Nguyện ngắm Mùa Chay nói chung, là một phong tục và thực hành đạo đức bình dân của người Công giáo Việt Nam, cử hành vào Mùa Chay trước Lễ Phục Sinh. Ngắm thương khó dùng loại hình nghệ thuật dân gian Việt Nam để chuyển tải sự thương khó của Chúa Giêsu Kitô.

## Từ nguyên
"Ngắm" là âm Nôm của từ "ngâm" (吟), là dạng thức thể hiện văn học bằng cách đọc chậm với giọng ngân nga, luyến láy, cầm chữ và nhả chữ (như ngâm thơ, ngâm vịnh). Phong tục "ngắm" đôi khi cũng được người Công giáo ở miền Nam gọi là Ngẫm hoặc Gẫm theo nghĩa là nhìn và suy gẫm, ngoài ra cũng còn gọi là Lễ đèn.

## Lịch sử
Phong tục ngắm khởi đầu ngay từ thời các nhà truyền giáo Dòng Tên đến Việt Nam đầu thế kỷ 17, ứng dụng tinh thần hội nhập văn hóa để diễn tả đức tin trong văn hóa Việt Nam. Cụ thể, phong tục nguyện ngắm và các nghi thức á phụng vụ Tuần Thánh của người Công giáo được cho là khá giống với tục hèm cử hành tại các đình làng. Việc diễn tả lại cuộc khổ nạn và sự chết của Chúa Giêsu tương tự như việc tái diễn thần tích của vị thành hoàng.

## Các thể loại ngắm
Các tài liệu kinh sách Công giáo Việt Nam có đề cập đến nhiều thuật từ có chữ "ngắm" như: Nguyện Ngắm, Ngắm Bẩy Sự, Ngắm Đàng Thánh Giá, Ngắm Lễ, Ngắm Đứng, Ngắm 15 sự Thương Khó, Ngắm Dấu Đanh, Ngắm Rằng, Ngắm Nhân Sao, Ngắm Nhân Tài... Tuy nhiên, ngắm có ba loại chính là Ngắm Lễ, Ngắm 15 sự Thương Khó và Ngắm Đàng Thánh Giá.
Về cung giọng ở miền Bắc, có hai nhóm chính tùy theo trước đây giáo phận thuộc Hội Thừa sai Paris hay thuộc Dòng Đa Minh, đó là cung ngắm triều (Hà Nội, Hưng Hóa, Phát Diệm, Thanh Hóa, Vinh & Hà Tĩnh) và cung ngắm dòng (Bùi Chu, Thái Bình, Hải Phòng, Bắc Ninh, Lạng Sơn). Cung giọng giữa các địa phương trên thực tế đa dạng hơn.